# Cyrill Demian
Cyrill Demian (Silwasch, 1772 – Vienna, 1º novembre 1847) è stato un organaro e costruttore di pianoforti austriaco.
Con i suoi figli Carl e Guido, depositò al mercato di Vienna, il 6 maggio 1829, il primo brevetto di un accordion, ossia di una fisarmonica.